# لیتون برامزولد
لیتون برامزولد (به انگلیسی: Leighton Bromswold) یک روستا در بریتانیا است که در کمبریج‌شر واقع شده‌است. لیتون برامزولد ۲۱۰ نفر جمعیت دارد.